# Langhecke
Langhecke ist der kleinste Ortsteil der Gemeinde Villmar im mittelhessischen Landkreis Limburg-Weilburg.

## Geografische Lage
Der Ort liegt im östlichen Hintertaunus, rund zwei Kilometer südöstlich der Lahn, sechs Kilometer östlich von Villmar und 15 Kilometer östlich der Kreisstadt Limburg an der Lahn.
Die Gemarkung ist in Nordost-Südwest-Richtung gestreckt. Im Westen schließt sich die Gemarkung des Kernorts Villmar, im Nordwesten der Villmarer Ortsteil Aumenau, im Nordosten Blessenbach, Ortsteil der Gemeinde Weinbach, im Osten Wolfenhausen (Gemeinde Weilmünster), im Süden Münster (Gemeinde Selters) an.
Der Ort selbst liegt auf etwa 240 Metern Höhe und verläuft als Straßendorf sichelförmig gestreckt in einem von Osten nach Nordwesten verlaufenden Tal des Dernbachs. Höchste Erhebung ist der 303 Meter hohe Schulberg nordöstlich des Dorfs. Insgesamt ist die Gemarkung von steil aufragenden Höhenzügen in unmittelbarem Anschluss an das Dorf geprägt. Der überwiegende Teil der Gemarkung ist von Mischwald bedeckt. Lediglich östlich des Orts befinden sich einige landwirtschaftlich genutzte Wiesen. Ackerfläche ist kaum vorhanden. Eine ehemalige Schiefergrube nordwestlich des Orts prägt das Landschaftsbild.

## Geschichte

### Ortsgeschichte
Langhecke wurde bekanntermaßen erstmals im Jahr 1380 als Waldname „Langinheckin“ erwähnt, war damals aber vermutlich noch nicht besiedelt. Später entwickelte es sich zu einer Bergarbeitersiedlung infolge der dort gefundenen Silber-, Kupfer-, Blei-, Eisen- und Schiefervorkommen. Damit dürfte der Ort eine der jüngsten Siedlungsneugründungen im weiten Umkreis sein. Der Schiefer prägt den Ort noch heute, erkennbar an den großen Halden am Ortsausgang Richtung Aumenau. Typisch sind auch die mit Schiefer gedeckten Hausdächer.
Der Ort bestand bis mindestens zum Jahr 1713 aus zwei Siedlungen, die getrennt steuerpflichtig waren. Im höher gelegenen Ort „Zechenhaus“ lebten die Arbeiter der Metallgruben, während die Schieferarbeiter in der eigentlichen Siedlung „Langhecke“ wohnten. Um 1700 wurde erstmals Schulunterricht in Langhecke erteilt, im Jahr 1754 entstand das erste Schulhaus. Bis 1970 bestand eine eigene Schule im Ort.
Die ersten Anordnungen der Verhütung eines Brandes im Zusammenhang mit häuslichen Feuerstätten in Textform im Kurfürstentum Trier vom 9. Mai 1721 führten auch in Langhecke zu erheblichen Verbesserungen der Bauweise der Gebäude.
Da Langhecke, selbst kurtrierisch, im Grenzgebiet zu mehreren nassauischen Fürstentümern, zur Grafschaft Wied und zu Kurmainz lag, begann das umliegende Waldgebiet in den 1770er Jahren zum Rückzugsgebiet mehrerer Räuberbanden zu werden. Diese Entwicklung verschärfte sich in den Revolutionskriegen, als die weiterentwickelte französische Verwaltung links des Rheins zahlreiche Räuberbanden auf rechtsrheinisches Gebiet vertrieb. Im Jahr 1813 erließ die Regierung in Weilburg sogar eine Verfügung, das inzwischen nassauisch gewordene Dorf aussterben zu lassen, indem das Einheiraten verboten und der Abriss leer gewordener Häuser verfügt wurde.
Am 15. Juli 1815 besuchte Johann Wolfgang von Goethe den Ort, um sich über die Bergbautätigkeit zu informieren.

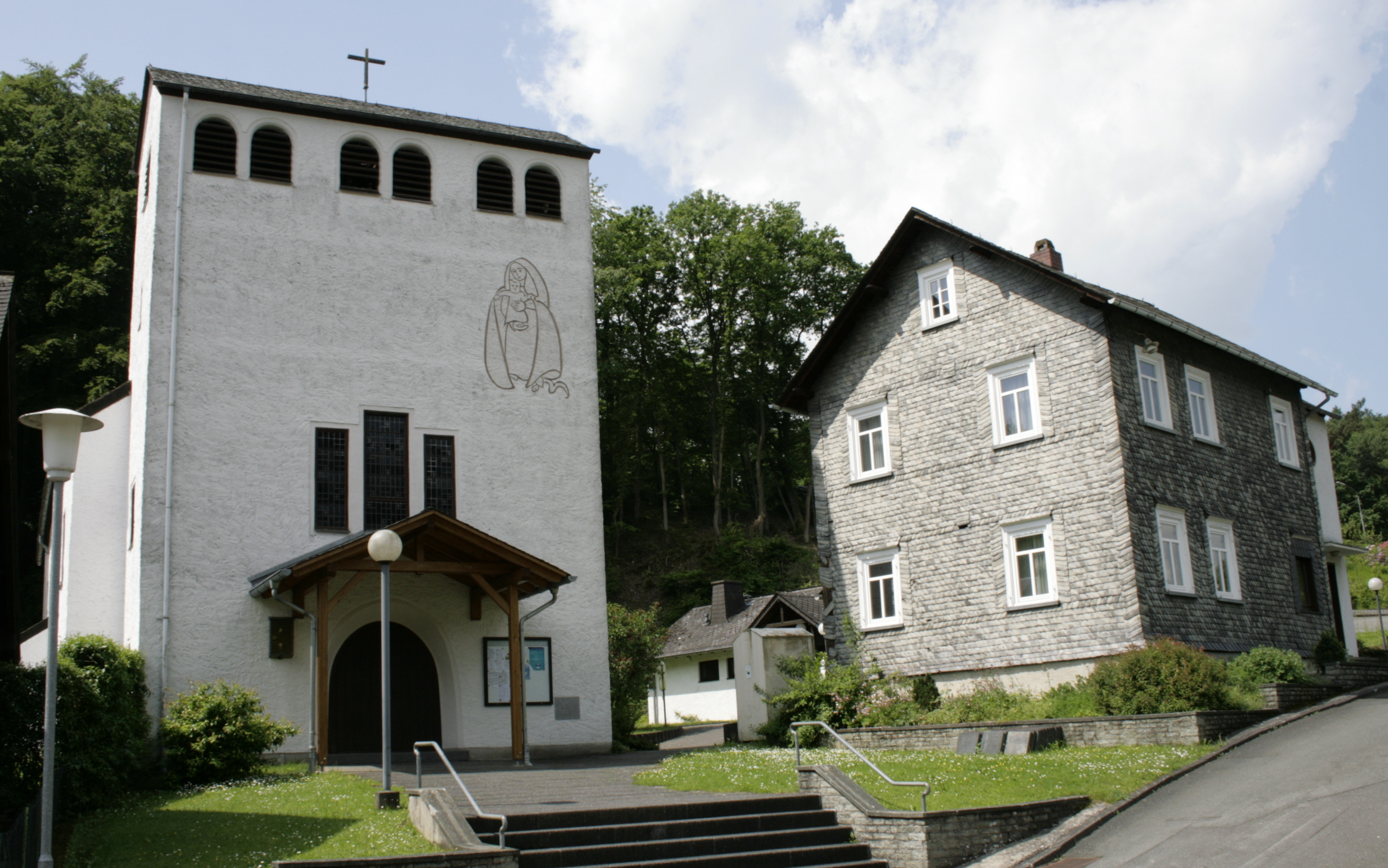
Kirche (links), Gemeindehaus (teilweise verdeckt) und Pfarrhaus (rechts)

Bis zum Jahr 1812 war die Langhecker Gemeinde eine Filiale der Pfarrei Villmar. Danach wurde eine Pfarrvikarie eingerichtet. Erst 1873 wurde eine eigene Kirche aus Holz erbaut. Die Pfarrvikarie hielt sich nicht lang. Ab 1884 wurde Langhecke von der Pfarrei Haintchen mit versorgt, später von Priestern aus Limburg. Erst 1901 hatte der Ort wieder einen eigenen Pfarrer. Die Holzkirche war bereits um 1900 stark baufällig. Doch erst 1952 wurde der Grundstein zu einem neuen Kirchenbau gelegt, der ein Jahr später fertiggestellt war. 1964 wurde die Pfarrvikarie mit Aumenau zusammengeschlossen und zur eigenständigen Pfarrei erhoben. Der ursprünglich rein katholische Ort wurde insbesondere durch die Zuwanderung Heimatvertriebener nach dem Zweiten Weltkrieg in etwa zur Hälfte konfessionell gemischt. Im Jahr 1985 wurde ein katholisches Pfarrzentrum an der Kirche eröffnet.
Im Jahr 1839 wurde der Ort zur eigenständigen Gemeinde, nachdem Villmar sich zuvor gegen eine Aufnahme Langheckes gewehrt hatte. Zuvor war die Zugehörigkeit zwischen Weyer, Villmar und Niederbrechen umstritten gewesen, zeitweise sogar zwischen verschiedenen Territorien, zu denen die drei Orte gehörten. Die drei Gemeinden sowie Wolfenhausen und Münster mussten Waldstücke abgeben, die zur Langhecker Gemarkung wurden. Allerdings behielten sich die Ursprungsorte das rechtliche Eigentum dieser Gebiete vor. Dadurch verfügte die Gemeinde kaum über selbst nutzbare Fläche. Als 1964 ein Neubaugebiet ausgewiesen werden sollte, musste Langhecke der Gemeinde Niederbrechen zunächst die benötigte Waldfläche abkaufen. Bei der Gemeindegründung hatte Langhecke 228 Einwohner, um 1890 waren es rund 500.
Hessische Gebietsreform (1970–1977)
Im Zuge der Gebietsreform in Hessen fusionierten die bis dahin selbständigen Gemeinden Villmar, Falkenbach, Langhecke und Seelbach zum 31. Dezember 1970 freiwillig zur neuen Gemeinde Villmar. Ortsbezirke nach der Hessischen Gemeindeordnung wurden nicht errichtet.

### Verwaltungsgeschichte im Überblick
Die folgende Liste zeigt die Staaten und Verwaltungseinheiten, denen Langhecke angehört(e):
- vor 1806: Heiliges Römisches Reich, ein Teil Grafschaft (seit 1791 Fürstentum) zu Wied-Runkel, Amt oder Herrschaft Runkel / ein Teil Kurfürstentum Trier, Unteres Erzstift, Amt Limburg
- ab 1803: Heiliges Römisches Reich, ein Teil Grafschaft (seit 1791 Fürstentum) zu Wied-Runkel, Amt oder Herrschaft Runkel / ein Teil Fürstentum Nassau-Weilburg,[Anm. 2] Amt Limburg
- ab 1806: Herzogtum Nassau,[Anm. 3] Standesherrschaft Wied-Runkel rechts des Leistembachs Amt Limburg, links des Leistembachs Amt Runkel
- ab 1849: Herzogtum Nassau, Kreisamt Limburg,[Anm. 4]
- ab 1854: Herzogtum Nassau, rechts des Leistembachs Amt Limburg, links des Leistembachs Amt Runkel
- ab 1867: Norddeutscher Bund[Anm. 5], Königreich Preußen, Provinz Hessen-Nassau, Regierungsbezirk Wiesbaden, Oberlahnkreis[Anm. 6]
- ab 1871: Deutsches Reich, Königreich Preußen, Provinz Hessen-Nassau, Regierungsbezirk Wiesbaden, Oberlahnkreis
- ab 1918: Deutsches Reich (Weimarer Republik), Freistaat Preußen, Provinz Hessen-Nassau, Regierungsbezirk Wiesbaden, Oberlahnkreis
- ab 1944: Deutsches Reich, Freistaat Preußen, Provinz Nassau, Oberlahnkreis
- ab 1945: Amerikanische Besatzungszone,[Anm. 7] Groß-Hessen, Regierungsbezirk Wiesbaden, Oberlahnkreis
- ab 1946: Amerikanische Besatzungszone, Hessen, Regierungsbezirk Wiesbaden, Oberlahnkreis
- ab 1949: Bundesrepublik Deutschland, Hessen, Regierungsbezirk Wiesbaden, Oberlahnkreis
- ab 1968: Bundesrepublik Deutschland, Hessen, Regierungsbezirk Darmstadt, Oberlahnkreis
- ab 1971: Bundesrepublik Deutschland, Hessen, Regierungsbezirk Darmstadt, Oberlahnkreis, Gemeinde Villmar[Anm. 8]
- ab 1974: Bundesrepublik Deutschland, Hessen, Regierungsbezirk Darmstadt, Landkreis Limburg-Weilburg, Gemeinde Villmar
- ab 1981: Bundesrepublik Deutschland,  Hessen, Regierungsbezirk Gießen, Landkreis Limburg-Weilburg, Gemeinde Villmar

### Bergbaugeschichte

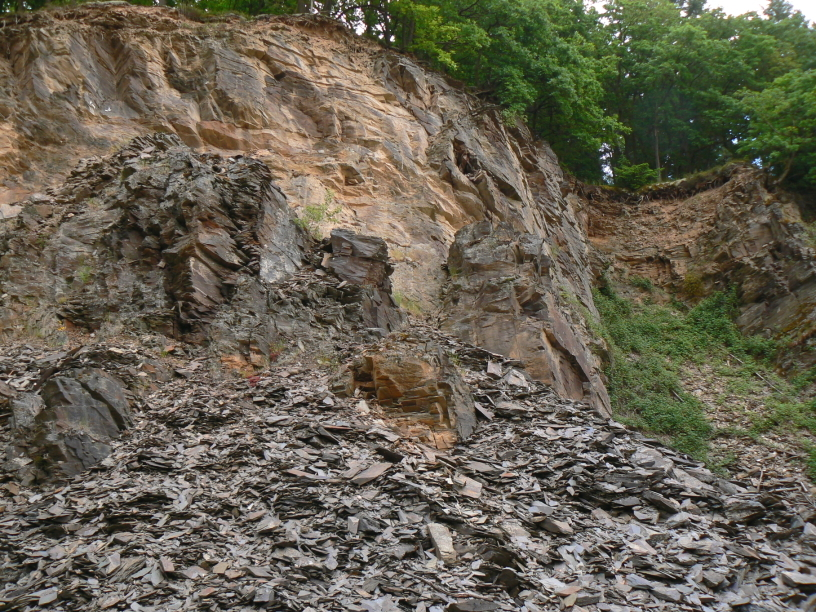
Alter Schiefertagebau am Ortsausgang in Richtung Aumenau

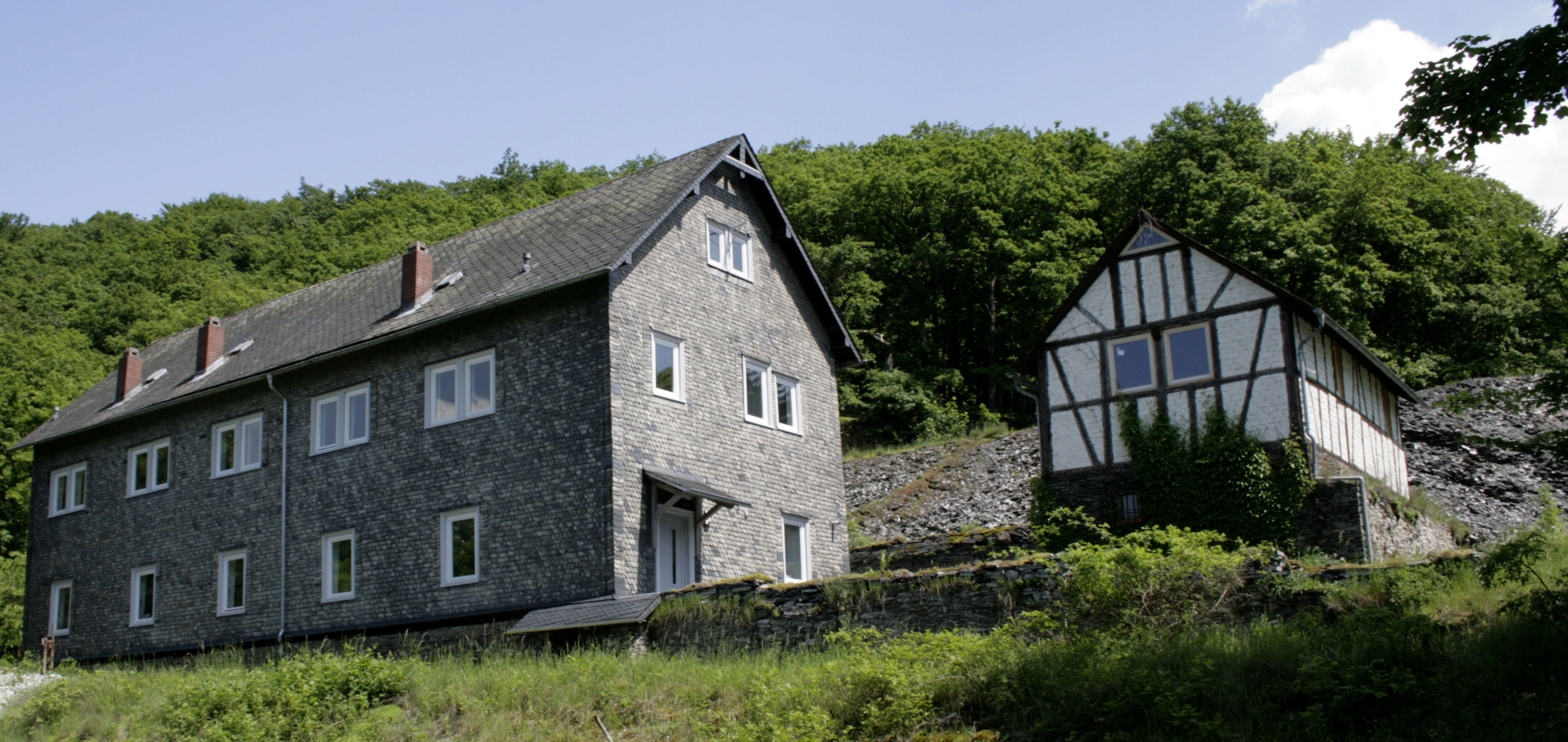
Schiefergewerkschaftshaus am Ortsausgang in Richtung Aumenau

Im Jahr 1591 ist ein Schieferbergbau in der Niederbrechener Gemarkung erwähnt, wobei es sich vermutlich um die heute Langhecke zugeordneten Schiefergruben handelte. 1615 ist erstmals die Verwendung von Silber aus Langhecke für das Prägen kurtrierischer Münzen nachweisbar. Eindeutige Berichte über Erzabbau im Waldstück „Langhecke“ stammen von 1644. Kupfer, Silber und Eisen wurde dort gewonnen und verhüttet. Von 1660 bis 1703 wurde der Erzabbau eingestellt; vermutlich ließen sich die Wassereinbrüche in den tiefen Erzgruben nicht unter Kontrolle bringen. In den folgenden Jahrzehnten wurde er mit kleineren Unterbrechungen fortgesetzt. Letztmals wurde in Langhecke 1789 Silber und 1912 Kupfer gewonnen.
Der Schieferbergbau begann erst nach dem Dreißigjährigen Krieg in der Krise der Erzgewinnung größeren Umfang anzunehmen, da er mit geringem Aufwand im Tagebau betrieben werden konnte. Erst zu diesem Zeitpunkt entstand der Ort Langhecke, weil sich die Bergleute in unmittelbarer Nähe der Schiefergruben niederließen. Anfangs gehörte die Ansiedlung zum kurtrierischen Niederbrechen. Bis in das frühe 18. Jahrhundert wuchs die Siedlung durch den Zuzug weiterer Bergleute deutlich an. 1722 sind 24 Käutner, also selbstständige Betreiber von Schiefergruben, nachgewiesen. Danach setzte eine Krisenphase ein, die vor allem darauf zurückzuführen ist, dass das benachbarte Fürstentum Nassau-Usingen eigene Schieferbrüche eröffnete und die Einfuhr von Langhecker Schiefer untersagte. Darauf reagierte Kurtrier mit einem Ausfuhrverbot für Eisenerz nach Nassau-Usingen, was bis zur Mitte des 18. Jahrhunderts die Einstellung des Eisenerzbergbaus in Langhecke zur Folge hatte. Dennoch scheint der Ort sich in dieser Phase zu einer eigenständigen Siedlung entwickelt zu haben. Für 1740 sind zwar nur noch vier Käutner nachgewiesen, dafür aber rund 20 Menschen mit anderen Berufen.
Eine konsequente Grubenaufsicht der kurtrierischen Verwaltung wurde erst 1767 eingeführt. Es wurde deutlich, dass der „wilde“ Abbau, die ebenfalls ungeregelte Aufschüttung von Abraum des ersten Jahrhunderts und die fehlenden Anlagen für die Grundwasserableitung den weiteren Betrieb bedrohten. Zudem hatten die Käutner große Teile des geförderten Schiefers auf eigene Rechnung verkauft, ohne Abgaben an den Landesherren zu zahlen. In den folgenden Jahren wurden die Details der Grubenaufsicht mehrfach verändert. Insgesamt lässt sich ein Aufschwung des Schieferbergbaus in Langhecke feststellen. 1787 gab es wieder 15 Käutner. Zwischen 1790 und 1806 kam es immer wieder zu Auseinandersetzungen um die Familie Zervaß, insbesondere in den letzten Jahren des Kurfürstentums Trier, als die staatliche Ordnung zu zerfallen begann. Die Familie eignete sich mehrere Gruben gewaltsam an und terrorisierte die Bevölkerung. Dies endete 1806, nachdem Georg Zervaß von Villmarer Köhlern beide Augen ausgebrannt worden waren.
Während der politisch unsicheren Entwicklung der Napoleonischen Kriege war der Schieferbergbau starken Schwankungen unterworfen. Er nahm in der Summe jedoch langsam zu, was sich auf die zunehmende Ersetzung von Stroh- durch Schieferdächer und die ab 1810 erhöhte Schiffbarkeit der Lahn zurückführen lässt. Mit der Konsolidierung des 1806 gegründeten Herzogtums Nassau verbesserte sich die Wirtschaftslage weiter. 1827 ließ das Herzogtum die Bergverwaltung neu regeln. 1827 gab es acht, 1830 zehn und 1834 15 Schiefergruben bei Langhecke. Eine kurze Krise folgte von 1834 bis 1837, nachdem Nassau erst mit Verspätung dem Deutschen Zollverein beitrat. Nachdem die Produktivität 1846 eine Höchstmarke erreichte, führten die folgenden Krisenjahre zu einem Rückgang. 1866, in dem Jahr der preußischen Annexion des Herzogtums, arbeiteten nur noch sechs Gruben. In den folgenden Jahren schnellte die Produktion jedoch in die Höhe. Ab 1872 wurde der Georgsstollen weiter vorangetrieben, der zum besseren Abführen des Grundwassers dienen sollte.
Ab 1848 begannen sich die Besitzverhältnisse grundlegend zu verschieben. Schon 1862 gab es neben der Grube des Bürgermeisters keine private Abbaustelle mehr. Alle übrigen Kauten befanden sich im Besitz der Firmen von Rath & Co., die rund 90 Prozent des Langhecker Schiefer förderte, und A. Herr & Co. mit knapp zehn Prozent. 1857 hatten sich die einzelnen Betreiber zur „Dachschiefergewerkschaft“ zusammengeschlossen. Die Hauptanteilseigner der Gesellschaft kamen aus Düsseldorf, Duisburg und Höchst. Die Gewerkschaft nahm groß angelegte Investitionen in die Gruben und Anlagen vor. 1875 wurde die erste Dampfmaschine in Langhecke aufgestellt. 1877 schlug der Gründerkrach auf den Schieferabbau in Langhecke durch. Zum Jahresende entließ die Dachschiefergewerkschaft fast die Hälfte ihrer 101 Angestellten. Auf geringem Niveau konsolidierte sich die Produktion zunächst. 1892 waren nur noch zwei Gruben in Betrieb. Beide befanden sich im Besitz der Gewerkschaft. Ab diesem Zeitpunkt stieg die Förderung wieder leicht an, ohne jedoch wieder den Umfang von vor 1877 zu erreichen.
Im Ersten Weltkrieg führte 1917 die Einberufung der Arbeiter zur vollständigen Einstellung des Abbaus. Nach dem Krieg wurden neue, elektrisch betriebene Abbauanlagen eingesetzt. 1921 begann die Produktion wieder, um jedoch in der Weltwirtschaftskrise 1923/24 für einige Monate eingestellt zu werden. In den folgenden Jahren kam es immer wieder zu Phasen der Stilllegung. Von 1939 bis 1946 ruhte die Produktion vollständig. Ab 1946 folgte die letzte Abbauphase, die 1949 in einen Raubbau überging. Die unterirdische Stollenstruktur wurde dadurch zerstört und 1954 wurde der letzte Schiefer in Langhecke abgebaut. Im folgenden Jahr wurden die Stollenöffnungen vermauert.

## Bevölkerung
Einwohnerentwicklung
| Langhecke: Einwohnerzahlen von 1834 bis 2020 | Langhecke: Einwohnerzahlen von 1834 bis 2020 | Langhecke: Einwohnerzahlen von 1834 bis 2020 | Langhecke: Einwohnerzahlen von 1834 bis 2020 | Langhecke: Einwohnerzahlen von 1834 bis 2020 |
| --- | -------------------------------------------- | -------------------------------------------- | -------------------------------------------- | -------------------------------------------- |
| Jahr |                                              |                                              |                                              | Einwohner                                    |
| 1834 | 1834                                         |                                              | 215                                          | 215                                          |
| 1840 | 1840                                         |                                              | 245                                          | 245                                          |
| 1846 | 1846                                         |                                              | 301                                          | 301                                          |
| 1852 | 1852                                         |                                              | 310                                          | 310                                          |
| 1858 | 1858                                         |                                              | 322                                          | 322                                          |
| 1864 | 1864                                         |                                              | 340                                          | 340                                          |
| 1871 | 1871                                         |                                              | 456                                          | 456                                          |
| 1875 | 1875                                         |                                              | 442                                          | 442                                          |
| 1885 | 1885                                         |                                              | 441                                          | 441                                          |
| 1895 | 1895                                         |                                              | 408                                          | 408                                          |
| 1905 | 1905                                         |                                              | 358                                          | 358                                          |
| 1910 | 1910                                         |                                              | 332                                          | 332                                          |
| 1925 | 1925                                         |                                              | 276                                          | 276                                          |
| 1939 | 1939                                         |                                              | 266                                          | 266                                          |
| 1946 | 1946                                         |                                              | 396                                          | 396                                          |
| 1950 | 1950                                         |                                              | 410                                          | 410                                          |
| 1956 | 1956                                         |                                              | 353                                          | 353                                          |
| 1961 | 1961                                         |                                              | 346                                          | 346                                          |
| 1967 | 1967                                         |                                              | 308                                          | 308                                          |
| 1970 | 1970                                         |                                              | 310                                          | 310                                          |
| 1980 | 1980                                         |                                              | ?                                            | ?                                            |
| 1990 | 1990                                         |                                              | ?                                            | ?                                            |
| 2000 | 2000                                         |                                              | ?                                            | ?                                            |
| 2011 | 2011                                         |                                              | 231                                          | 231                                          |
| 2015 | 2015                                         |                                              | 230                                          | 230                                          |
| 2020 | 2020                                         |                                              | 217                                          | 217                                          |
| Datenquelle: Historisches Gemeindeverzeichnis für Hessen: Die Bevölkerung der Gemeinden 1834 bis 1967. Wiesbaden: Hessisches Statistisches Landesamt, 1968. Weitere Quellen: LAGIS; nach 1970 Gemeinde Villmar; Zensus 2011 |                                              |                                              |                                              |                                              |

Einwohnerstruktur 2011
Nach den Erhebungen des Zensus 2011 lebten am Stichtag dem 9. Mai 2011 in Langhecke 231 Einwohner. Darunter waren 12 (5,2 %) Ausländer.
Nach dem Lebensalter waren 33 Einwohner unter 18 Jahren, 93 zwischen 18 und 49, 60 zwischen 50 und 64 und 42 Einwohner waren älter.
Die Einwohner lebten in 108 Haushalten. Davon waren 39 Singlehaushalte, 18 Paare ohne Kinder und 39 Paare mit Kindern, sowie 9 Alleinerziehende und keine Wohngemeinschaften. In 21 Haushalten lebten ausschließlich Senioren und in 72 Haushaltungen lebten keine Senioren.
Historische Religionszugehörigkeit
| 1885: | 089 evangelische (= 30,18 %), 253 katholische (= 87,02 %) Einwohner |
| 1961: | 140 evangelische (= 40,46 %), 206 katholische (= 59,54 %) Einwohner |

## Kultur und Sehenswürdigkeiten

### Kulturdenkmäler
Siehe Liste der Kulturdenkmäler in Langhecke

### Vereine
- Freiwillige Feuerwehr Langhecke, gegründet 1934 (einschließlich Jugendfeuerwehr seit 12. Januar 1997)[9]
- Motor-Sport-Club
- Tennisclub Aumenau-Langhecke

## Infrastruktur
Die Freiwillige Feuerwehr Langhecke, gegr. 1934 (seit 12. Januar 1997 mit Jugendfeuerwehr), sorgt für den abwehrenden Brandschutz und die allgemeine Hilfe.